# Adinkerke
Adinkerke är en ort i Belgien.   Den ligger i provinsen Västflandern och regionen Flandern, i den västra delen av landet, 120 kilometer väster om huvudstaden Bryssel. Adinkerke ligger 3 meter över havet och antalet invånare är 2 519.
Terrängen runt Adinkerke är mycket platt. Havet är nära Adinkerke åt nordväst. Närmaste större samhälle är De Panne, 2,7 kilometer norr om Adinkerke. 
Trakten runt Adinkerke består till största delen av jordbruksmark. Runt Adinkerke är det ganska tätbefolkat, med 139 invånare per kvadratkilometer.